# Bleichert-Villa (Klinga)

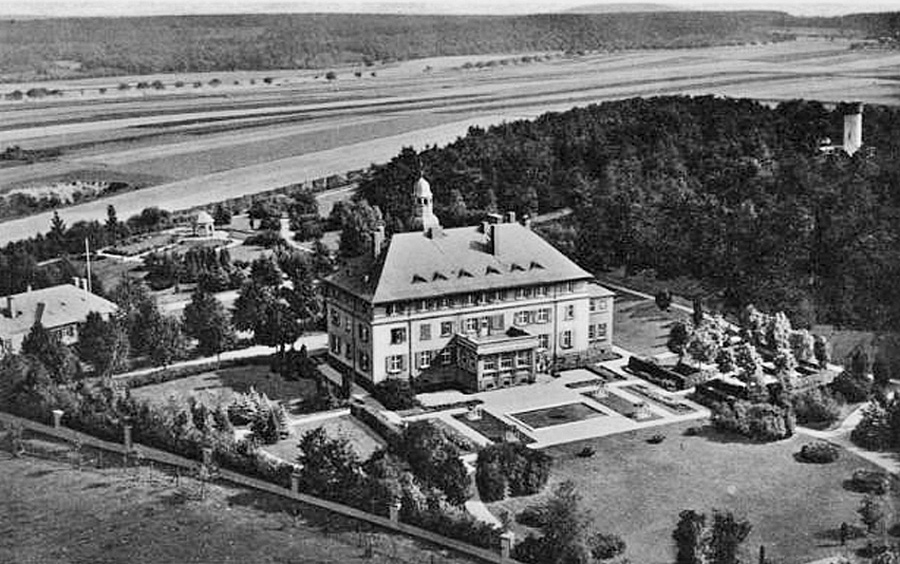
Bleichert-Villa, um 1930

Die Bleichert-Villa (auch Villa Klinga) in Klinga bei Naunhof in Sachsen, errichtet 1923 für den Leipziger Unternehmer Paul von Bleichert (1877–1938), ist ein ehemaliges großbürgerliches Wohnhaus, das in seiner fast 100-jährigen Geschichte schon verschiedensten Zwecken diente; es wurde unter anderem als Erholungsheim, Kinderkrankenhaus und Privatklinik genutzt. Die Anlage steht unter Denkmalschutz.

## Lage und Beschreibung
In Klinga steigt das Gelände nach Osten zu einer leichten Erhebung an, dem Senfberg. Vor einem Waldstück am Ende der Krankenhausstraße liegt das mehrere Hektar große Grundstück der Bleichert-Villa, etwa zwanzig Meter höher als der Ortskern von Klinga. Eine Lindenallee führt zum Hauptbau, auch als Herrenhaus bezeichnet.

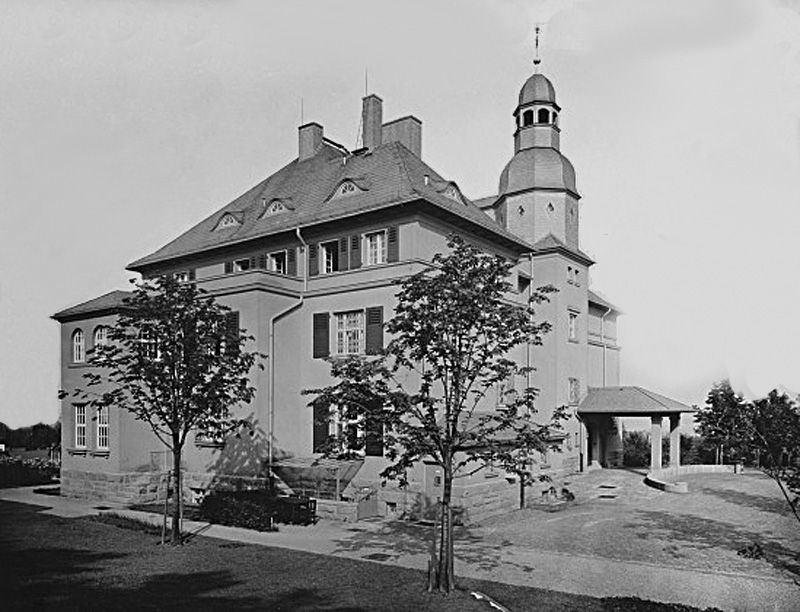
Herrenhaus, Vorderseite  (1925)
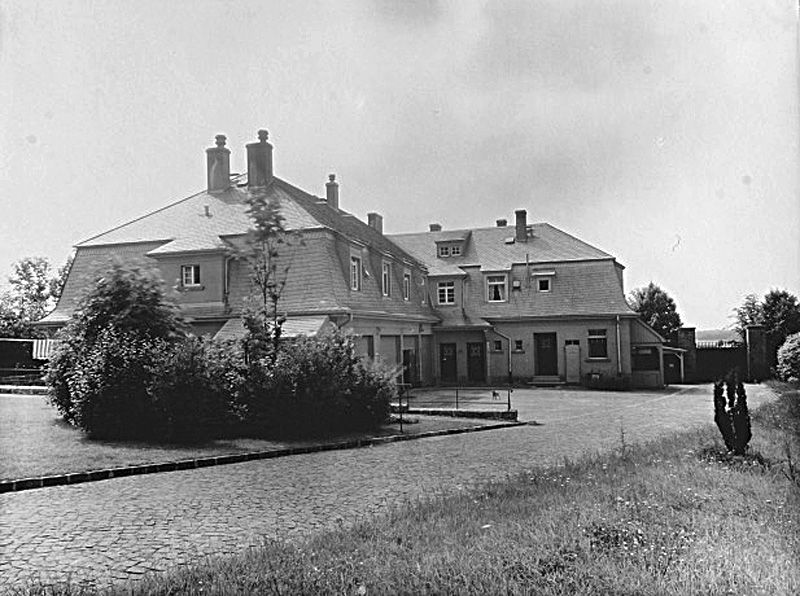
Nebengebäude (1925)

Es ist ein verputzter, dreigeschossiger Massivbau auf einem Kellersockel aus Quadermauerwerk mit neun Fensterachsen auf der Längs- und drei auf der Giebelseite. An der Rückseite befindet sich ein eingeschossiger Vorbau mit Balkon vor einem Gartenparterre. An der Vorderseite erhebt sich neben einem überdachten Eingang ein quadratischer Turm mit Achteckhaube und Laterne. Das Walmdach trägt Fledermausgauben.
Etwa 70 Meter vom Herrenhaus entfernt steht ein Nebengebäude, auch als Wirtschaftsgebäude bezeichnet, ein eingeschossiger verputzter Massivbau mit ausgebautem Mansarddach. In dem parkartigen Gelände befinden sich neben neuen Kunstobjekten noch einige Kleinbauten aus der Entstehungszeit.

## Geschichte
1923 ließ sich Paul von Bleichert, der seit 1901 zusammen mit seinem Bruder Max (1875–1947) das im Seilbahnbau weltmarktführende Leipziger Unternehmer Adolf Bleichert & Co. leitete, nach Plänen des Leipziger Architekten Richard Welz (1877–1932) auf dem Senfberg in Klinga ein Landhaus mit Landschaftspark errichten. Paul von Bleichert bezog das Haus mit seiner Frau Berthe (1882–1927) und den fünf gemeinsamen Kindern im Alter zwischen zehn und zwanzig Jahren.

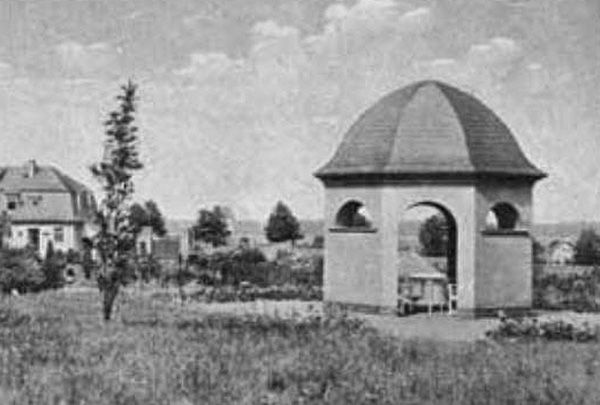
Gartenpavillon
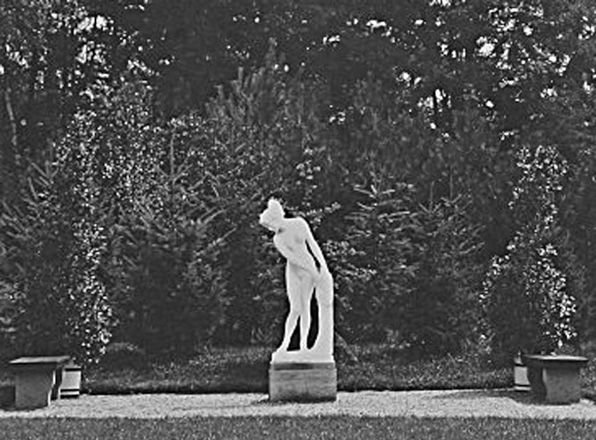
Klinger-Statue im Park

Bereits ab 1920 war durch den Leipziger Gartenarchitekten Otto Seetzen der großzügige Park geplant und dann sukzessive angelegt worden. Außer dem Gartenparterre am Herrenhaus, dem Tennisplatz und Baum- und Strauchpflanzungen entstanden einige Kleinbauten: das Urnenhaus (später Kapelle), ein achteckiger Gartenpavillon, das Teehaus und das hölzerne Forsthaus im Schweizerstil, auch Luis-Trenker-Haus genannt. Paul von Bleichert war auch Kunstsammler; er besaß unter anderem Bilder von Carl Spitzweg, Max Liebermann, Lovis Corinth und Max Slevogt. Im Garten stand eine Statue von Max Klinger.
1927 starb Bleicherts Frau bei einem Autounfall. Daraufhin zog er in die Schweiz und verkaufte das Klingaer Anwesen an die Stadt Leipzig. Diese richtete im Herrenhaus ein Kindererholungsheim ein, im Nebengebäude eine Jugendherberge und im Forsthaus ein Landschulheim der Leipziger Gaudig-Schule. Von 1940 bis 1944 wurde das Kindererholungsheim zum Lazarett.

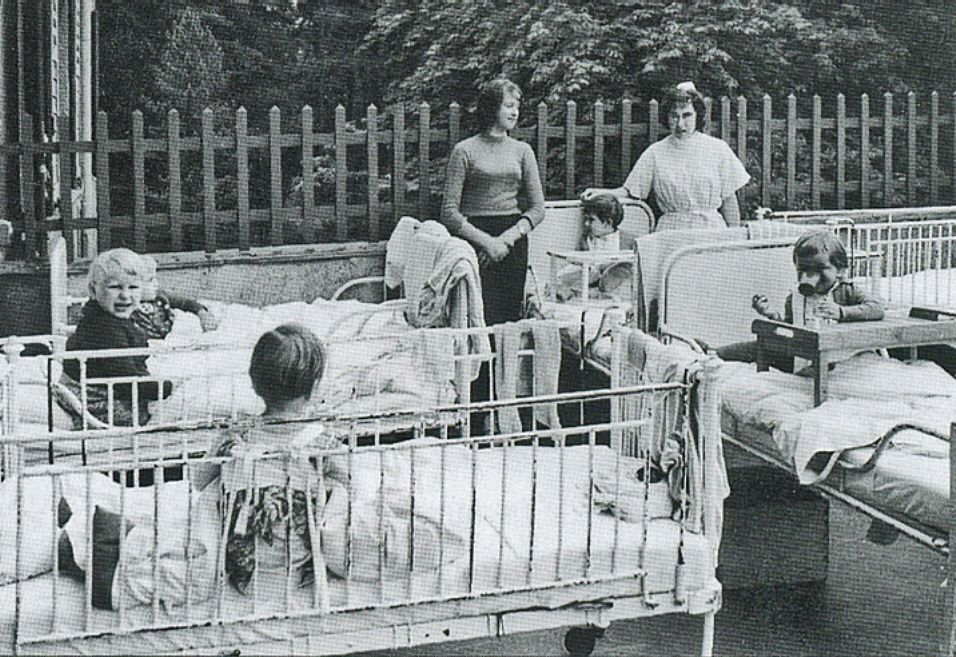
Frischluft-Liegekur im Kinderkrankenhaus

Als bei dem Bombenangriff auf Leipzig am 4. Dezember 1943 das Kinderkrankenhaus an der Oststraße zerstört wurde, wurde ein Teil der Patienten ins Herrenhaus nach Klinga verlegt, aus dem das Lazarett weichen musste. Die schwereren Fälle lagen im Herrenhaus, die leichteren in einem großen Saal mit 30 Betten im Nebengebäude. Auch nach der Wiederinbetriebnahme in Leipzig blieb die Klingaer Klinik bestehen. Im November 1949 waren 100 Kinder in Klinga. Klinga hatte auch Bestand, als das Kinderkrankenhaus 1953 von der Stadt auf die Universitätsklinik überging. In Klinga stand die Behandlung der Tuberkulose im Vordergrund. Dem Mangel an Medikamenten wurde hilfsweise mit Liegekuren an der frischen Luft begegnet. Durch Gemüseanbau auf dem großen Grundstück, Obstbäume und auch Tierhaltung war das Kinderkrankenhaus teilweiser Nahrungsselbstversorger. Bei den langen Behandlungszeiten wurden die Kinder auch schulisch und außerschulisch betreut. Als sich in den 1960er Jahren die Lebensbedingungen der Bevölkerung verbesserten und die Infektionskrankheiten zurückgingen, wurden in Klinga auch andere Krankheitsbilder mit langen Krankenhausaufenthalten therapiert. Stoffwechselerkrankungen traten in den Vordergrund und die zugehörige Labordiagnostik wurde entwickelt. Nach 1990 wurde das Klingaer Labor Testzentrum im Neugeborenenscreening der diagnostizierbaren angeborenen und therapierbaren Stoffwechselstörungen und auch endokrinologischen Erkrankungen für den Freistaat Sachsen. Durch die spätere Zentralisierung der modernen Laboranalytik an der Stamm-Klinik an der Oststraße und rückläufiger Belegungszahlen wurde der Betrieb der Klingaer Klinik ineffektiv. Am 1. Juni 1998 wurde die Außenstelle Klinga der Universitätskinderklinik Leipzig geschlossen.
Gegen das Vorhaben, die ungenutzten Gebäude für die Unterbringung von Straßenkindern sowie Kindern und Jugendlichen, die straffällig geworden oder gefährdet sind, zu nutzen, bildete sich in Klinga eine Bürgerinitiative.
Nach Leerstand und missglücktem Verkauf 2001 erwarb 2002 Augustinus Bader, Professor für Zelltechniken und angewandte Stammzellnowiki />biologie am Biotechnologisch-Biomedizinischen Zentrum an der Universität Leipzig, die Immobilie und begann mit der Sanierung. Inzwischen beherbergt das Gelände das von Augustinus Bader geführte Forschungs- und ProduktionsUnternehmen Bionethos Innovation GmbH sowie eine von seiner Frau geleitete Privatklinik.